# Maudheimia petronia
Maudheimia petronia är en kvalsterart som beskrevs av Wallwork 1962. Maudheimia petronia ingår i släktet Maudheimia och familjen Maudheimiidae. Inga underarter finns listade i Catalogue of Life.